# Draria
 (octobre 2010).
Si vous disposez d'ouvrages ou d'articles de référence ou si vous connaissez des sites web de qualité traitant du thème abordé ici, merci de compléter l'article en donnant les références utiles à sa vérifiabilité et en les liant à la section « Notes et références ».
Draria est une commune de la wilaya d'Alger en Algérie, située dans la banlieue à environ 16 km au Sud-Ouest d'Alger.

## Géographie

### Situation
| El Achour | Hydra       | Bir Mourad Raïs          |
| El Achour | Draria      | Birkhadem                |
| El Achour | Baba Hassen | Saoula, Forêt de Saoula. |

### Urbanisme

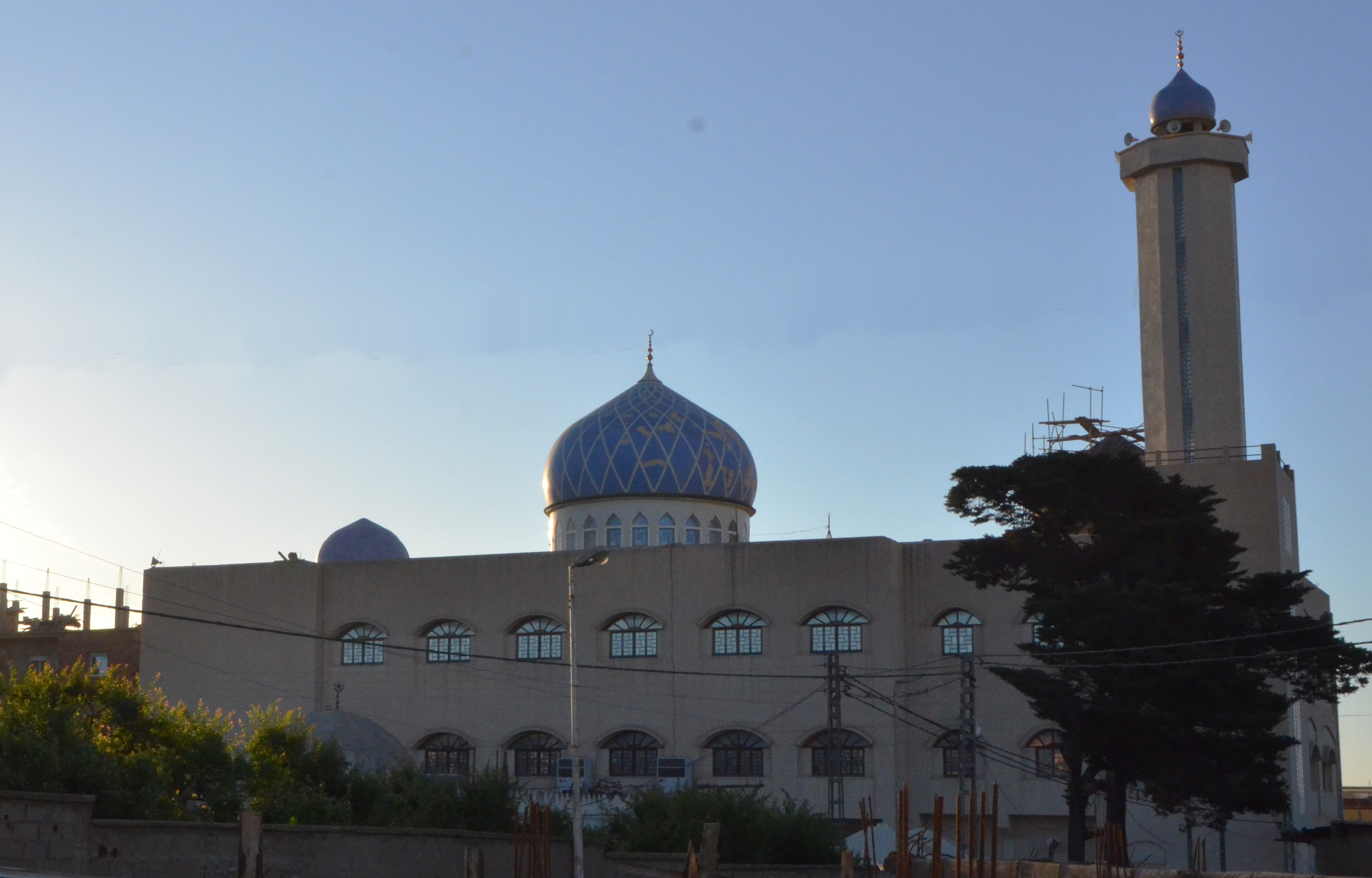
Mosquée de Sebala

La commune est constituée d'un centre-ville en forme de village colonial et tout autour de nouveaux quartiers résidentiels. Au nord-ouest on trouve le quartier de Oued Tarfa qui se trouve à cheval sur les communes de Draria et El Achour et au sud-ouest Boudjemaâ Temmime. Enfin à près d'un kilomètre au nord-est se trouve l'agglomération secondaire de Sebbala (سبالة).

## Histoire
Territoire habité par les tribus Draria, Sghiria, Beni Arbia et Ouled Sirah il a été intégré en 1835 à la commune rurale de Kadous avant qu'un village de colonisation ne soit officiellement créé le 10 janvier 1842 par un acté signé du Général Bugeaud.
La date de la fondation de la Commune de Draria est imprécise, les premiers registres d'état civil sont de 1835. Draria s'écrivait Drariah (comme en fait état un livret de famille de 1895 et un plan de la province d'Alger édité en 1867). Ce nom voudrait dire colline du vent. Bâti par le Génie Militaire, le village a été peuplé par des travailleurs métropolitains, espagnols et suisses.
Le siège de la commune s'est trouvé être durant une dizaine d'années à Kaddous située à proximité. Ces colons étaient nommés européens par opposition à la population autochtone dite Indigène. La milice était cantonnée dans des casemates aux quatre coins du village qui étaient reliés par des fortifications. En 1845. le maire reçut l'ordre de fermer les portes du village, des escarmouches s'étant produites dans le Sahel et les Européens se devaient d'être armés pour circuler la nuit. En 1890, il a neigé et gelé ! II y eut de gros dégâts et la commune obtint une subvention pour les sinistrés. Il a aussi neigé quelque soixante ans plus tard. En 1957, ce fut une nouvelle invasion de sauterelles, selon l'appellation que l'on donnait aux criquets pèlerins. Des dégâts furent constatés, mais les volailles firent festin. Le tremblement de terre d'Orléansville fut une catastrophe et le séisme a été ressenti dans tout l'Algérois (vers 1954 ?).
La commune de Draria est devenue Commune de Kaddous, puis section de Dely-Ibrahim en juillet 1857, et ce jusqu'au décret du 8 décembre 1870 où elle est redevenue commune de plein exercice. Les premiers maires désignés par le Gouvernement furent M. Vender Bruck en 1835, M. Jouglar en 1836, le général Calixte Pélissier en 1839. Ensuite. il semblerait que les maires aient été élus.
La commune s'étendait sur 1 629 hectares à 194,50 mètres d'altitude, dans le Sahel, à environ 15 kilomètres d'Alger. Sa principale culture était la vigne (617 hectares), avec un peu de maraîchage et des arbres fruitiers. L'exploitation des mûriers occupait une trentaine d'ouvriers. Les colons espagnols exploitaient cinq carrières de pierre (notamment à Kaddous) et employaient une quarantaine d'ouvriers. La principale carrière était exploitée par la famille Bianchina (leur tombeau de famille situé au cimetière de Draria fut une belle réalisation). Les pierres de taille provenant de ces carrières ont servi à la construction d'une partie du port d'Alger, de l'église Saint-Augustin à Alger, de l'hôpital Maillot et du Palais de justice. Le château Béraud a aussi été construit avec ces pierres entre 1882 et 1884. Son propriétaire. Achille Béraud a été maire de Draria de 1886 à 1889. Ce château est devenu un préventorium le 1er octobre 1951. Celles des indigènes variaient d'1/4 à 3 hectares.
La population européenne est passée de 256 en 1835 à 318 en 1850. La population indigène de 491 en 1835 à 2205 en 1950. Cette stagnation de la population européenne s'explique par la désertion des campagnes pour des situations en ville. En 1845, il y avait 446 habitants dont 263 Français, 116 Espagnols et 67 Suisses. À partir de 1848, il semblerait qu'il n'y ait plus eu d'état de nationalités, seulement un décompte d'indigènes et d'européens.
L'église a été bâtie par le Génie Civil en 1841/1842. Elle fut inaugurée le 3 novembre 1842 par Monseigneur Massenor, évêque de Marseille. Elle fut vouée au Prince Eugène fils du Général Guyot, officier d'Empire. Rénovée au début des années 1950, elle tut à nouveau inaugurée le 3 juillet 1955 par Monseigneur Duval.
À partir de 1856, le village de Draria fera partie de la commune de Dely Ibrahim avant de devenir une commune de plein exercice en 1870.
En 1963, les communes d'El Achour et Baba Hassen sont fusionnées avec elle avant d'en être de nouveau détachées en 1984.

## Démographie
| 1867 | 1884  | 1892  | 1897  | 1902  | 1912  | 1923  | 1936  | 1954  |
| ---- | ----- | ----- | ----- | ----- | ----- | ----- | ----- | ----- |
| 797  | 1 185 | 1 251 | 1 415 | 1 476 | 1 870 | 1 915 | 2 022 | 3 539 |

| 1960  | 1966  | 1977   | 1987   | 1998   | 2008   | - | - | - |
| ----- | ----- | ------ | ------ | ------ | ------ | - | - | - |
| 5 854 | 8 817 | 15 073 | 10 150 | 23 050 | 44 141 | - | - | - |

Population des différentes agglomérations en 1987 : Draria, 3 007 hab. ; Sebbala 2 916 hab.
Population des différentes agglomérations en 1998 : Draria, 13 060 hab. ; Sebbala, 3 993 hab. ; Boudjemaa Temime, 2 356
Populations des différentes agglomérations en 2008 : Draria, 34 193 hab. ; Sebbala, 9 948 hab.

## Sport
- Club de football Jeunesse Sportive Draria (JSD).
- Club de football Chabab Riadhi Baladiat Draria (CRBD).
- Nedjem Riadhi Draria (NRD).